# ديلون جي
ديلون جي (بالإنجليزية: Dillon Gee) هو لاعب كرة قاعدة أمريكي، ولد في 28 أبريل 1986 في كيلبورن في الولايات المتحدة.

## وصلات خارجية
- ديلون جي على موقع دوري كرة القاعدة الرئيسي (الإنجليزية)
- ديلون جي على موقع الدوري الياباني لكرة القاعدة (الإنجليزية)
- ديلون جي على موقعبيزبول رفرنس.كوم (الدوري الرئيسي) (الإنجليزية)
- ديلون جي على موقعبيزبول رفرنس.كوم (الدوري الثانوي) (الإنجليزية)
- ديلون جي على موقع إي إس بي إن.كوم (أم.أل.بي) (الإنجليزية)
- ديلون جي على موقع مشجعي الرسوم البيانية (الإنجليزية)